# Caudiel
Caudiel là một đô thị trong tỉnh Castellón, Cộng đồng Valencia, Tây Ban Nha. Đô thị Caudiel có diện tích 62,4 km², dân số theo điều tra năm 2010 của Viện thống kê quốc gia Tây Ban Nha là 766 người. Đô thị Caudiel nằm ở khu vực có độ cao 632 mét trên mực nước biển.